# WIN-2299
WIN-2299 je antiholinergični lek. Ljudske reakcije na WIN-2299 su sedacija (2 mg), LSD-slične reakcije (6 mg), i akutne epizode delirijuma (10 mg).